# Ali Hazem
Ali Hazem (en árabe: علي حازم‎; 25 de enero de 1994) es un deportista egipcio que compite en judo.
Ganó cuatro medallas en los Juegos Panafricanos entre los años 2015 y 2023, y ocho medallas en el Campeonato Africano de Judo entre los años 2014 y 2024.

## Palmarés internacional
| Juegos Panafricanos | Juegos Panafricanos               | Juegos Panafricanos | Juegos Panafricanos |
| Año                 | Lugar                             | Medalla             | Categoría           |
| ------------------- | --------------------------------- | ------------------- | ------------------- |
| 2015                | Brazzaville (República del Congo) | Medalla de bronce   | –81 kg              |
| 2019                | Rabat (Marruecos)                 | Medalla de oro      | –90 kg              |
| 2023                | Acra (Ghana)                      | Medalla de bronce   | –90 kg              |
| 2023                | Acra (Ghana)                      | Medalla de bronce   | Equipo mixto        |
| Campeonato Africano |                                   |                     |                     |
| Año                 | Lugar                             | Medalla             | Categoría           |
| 2014                | Puerto Louis (Mauricio)           | Medalla de plata    | –81 kg              |
| 2015                | Libreville (Gabón)                | Medalla de plata    | –81 kg              |
| 2016                | Túnez (Túnez)                     | Medalla de plata    | –81 kg              |
| 2017                | Antananarivo (Madagascar)         | Medalla de bronce   | –81 kg              |
| 2018                | Túnez (Túnez)                     | Medalla de bronce   | –90 kg              |
| 2020                | Antananarivo (Madagascar)         | Medalla de bronce   | –90 kg              |
| 2022                | Orán (Argelia)                    | Medalla de bronce   | –90 kg              |
| 2024                | El Cairo (Egipto)                 | Medalla de oro      | –90 kg              |